# 後藤真砂子
後藤 真砂子（ごとう まさこ、1957年12月24日 - ）は、日本のアニメーター。新潟県出身。夫はアニメーション監督の望月智充。

## 経歴
1973年、新潟県立新潟中央高等学校に入学。
1977年、シンエイ動画に入社。
1978年、亜細亜堂の設立に参加して移籍。
1988年、望月智充と結婚。

## 代表作

### テレビ
- 「一休さん」 （1977年 - 1982年、動画）
- 「おれは鉄兵」 （1977年 - 1978年、動画）
- 「怪物くん」 （1980年 - 1982年、動画）
- 「フーセンのドラ太郎」 （1981年、原画）
- 「新・ど根性ガエル」 （1981年 - 1982年、原画）
- 「二死満塁」 （1982年、原画）
- 「ときめきトゥナイト」 （1982年 - 1983年、原画）
- 「魔法の天使クリィミーマミ」 （1983年 - 1984年、作画監督）
- 「魔法の妖精ペルシャ」 （1984年 - 1985年、作画監督）
- 「おねがい!サミアどん」 （1985年 - 1986年、作画監督補佐）
- 「タッチ」 （1986年 - 1987年、作画監督）
- 「きまぐれオレンジ☆ロード」 （1987年 - 1988年、総作画監督）
- 「キテレツ大百科」 （1988年 - 1996年、作画監督）
- 「まんが日本昔ばなし」 （1988年、作画）
- 「らんま1/2」 （1989年、作画監督）
- 「らんま1/2 熱闘編」 （1989年 - 1992年、作画監督）
- 「ちびまる子ちゃん」 （1990年 - 1992年、作画監督・原画）
- 「赤ちゃんと僕」 （1996年 - 1997年、作画監督・オープニング＆エンディングアニメーション）
- 「セラフィムコール」 （1998年イラスト）
- 「プリンセスナイン 如月女子高野球部」 （1998年、キャラクターデザイン協力）
- 「イソップワールド」 （1999年、作画監督）
- 「ふたつのスピカ」 （2003年 - 2004年、キャラクターデザイン・作画監督）
- 「絶対少年」 （2005年、予告動画）
- 「しにがみのバラッド。」 （2006年、原画）
- 「ポルフィの長い旅」 （2008年、エンディング作画監督）
- 「pupa」 （2013年 - 2014年、原画）
- 「怪異と乙女と神隠し」 （2024年、原画）

### 映画
- 「がんばれ!!タブチくん!!」 （1979年11月10日、動画）
- 「がんばれ!! タブチくん!! 第2弾 激闘ペナントレース」 （1980年5月3日、動画）
- 「まことちゃん」 （1980年7月26日、動画）
- 「がんばれ!! タブチくん!! 初笑い第3弾 あゝツッパリ人生」 （1980年12月13日、動画）
- 「怪物くん 怪物ランドへの招待」 （1981年3月14日、原画）
- 「21エモン 宇宙へいらっしゃい!」 （1981年8月1日、原画）
- 「怪物くん デーモンの剣」 （1982年3月13日、原画）
- 「新・ど根性ガエル ど根性夢枕」 （1982年3月20日、原画）
- 「対馬丸 —さようなら沖繩—」 （1982年10月24日、原画）
- 「ドラえもん のび太の海底鬼岩城」 （1983年3月12日、原画）
- 「プロ野球を10倍楽しく見る方法」 （1983年4月29日、原画）
- 「魔法の天使クリィミーマミVS魔法のプリンセスミンキーモモ 劇場の大決戦」 （1985年7月27日、作画監督）
- 「きまぐれオレンジ☆ロード あの日にかえりたい」 （1988年10月1日、総作画監督）
- 「ちびまる子ちゃん」 （1990年12月15日、作画監督）
- 「オシャレ魔女 ラブandベリー しあわせのまほう」 （2007年3月21日、肖像画・ファッション画）

### OVA
- 「魔法の天使クリィミーマミ 永遠のワンスモア」 （1984年10月28日、作画監督）
- 「魔法の天使クリィミーマミ ロング・グッドバイ」 （1985年6月15日、作画監督）
- 「クリィミーマミ ソングスペシャル2 カーテンコール」 （1986年2月1日、作画監督）
- 「活劇少女探偵団」 （1986年11月25日、キャラクターデザイン・作画監督）
- 「トワイライトQ 時の結び目 REFLECTION」 （1987年2月28日、作画監督）
- 「Licca ふしぎな不思議なユーニア物語」 （1990年11月23日、作画監督）
- 「おれ、夕子」 （1991年1月1日、キャラクターデザイン・作画監督）
- 「ここはグリーン・ウッド」 （1991年11月22日 - 1993年3月26日、キャラクターデザイン・作画監督）
- 「リカちゃんの日曜日」 （1992年7月21日、作画監督）
- 「とっとこハム太郎 アニメでちゅ!」 （1999年8月1日、キャラクターデザイン・作画監督）
- 「創世聖紀デヴァダシー」 （2000年4月28日 - 2000年6月30日、キャラクターデザイン）
- 「とらいあんぐるハート 〜Sweet Songs Forever〜 サウンドステージVA」 （2002年8月9日、作画監督・原画）
- 「ヨコハマ買い出し紀行-Quiet Country Cafe-」 （2002年12月18日、原画）

### 絵本
- 訳：中脇初枝　作画：後藤真砂子、宇部奈津子　背景：すずきえりな『シンデレラ』ポプラ社〈はじめての世界名作えほん13〉、2018年3月6日。ISBN 4-591151-99-9。
- 訳：中脇初枝　作画：後藤真砂子　背景：渡辺由美『ねむりひめ』ポプラ社〈はじめての世界名作えほん23〉、2018年3月6日。ISBN 4-591152-09-X。